# Eko des garrigues
L'Eko des Garrigues est une radio associative non commerciale française de catégorie A. Alternative, d'avant-garde, occitaniste ; elle est née dans l'Hérault, diffuse sur Montpellier, Nîmes, Sète depuis 1975 et est cofondatrice de la Ferarock.

## Histoire
L'Eko des Garrigues, pirate de 1975 à 1981, associative depuis 1977, diffuse depuis la Garrigue et sous la menace des autorités, des heures et des heures de programmes alternatifs enregistrés via des émetteurs portables et mobiles de fabrication artisanale. Elle émet sans discontinuer dès l'arrivée au pouvoir du président François Mitterrand en mai 1981, depuis Montpellier. Résolument non-commerciale, elle émet depuis sans aucune publicité. En 2011, Télérama la classe dans top 10 des radios qui ont encore un peu de l'esprit « radios libres ». En 2015, malgré le soutien de la ville de Montpellier et du ministère de la culture, la radio fait face à des difficultés financières et lance un appel aux dons avec comme point d'orgue un ensemble de concerts réalisés de manière spontanée dans ses locaux, à l'époque un hangar de la zone industrielle de la Lauze à Saint-Jean-de-Védas . Toujours en activité en 2024, l'Eko des Garrigues est composé d'une quarantaine de bénévoles et de deux salariés permanents.

## Programme
La programmation de l’Eko des Garrigues est un cocktail de pop, rock, punk ou aux tonalités électroniques, expérimentales et techno.

## Fréquences
- Nîmes, Montpellier et Sète : 88.5